# Ben (dal)
A Ben az amerikai Michael Jackson 1972-ben megjelent kislemeze az azonos címet viselő Ben című stúdióalbumról. A dalt Don Black írta az 1972-es azonos nevű filmhez, mely az 1971-es Willard folytatása volt. A dalt a Motown Records jelentette meg, és a Billboard lista 1. helyére került, és egy hetet töltött el a slágerlista élén. A Billboardéves összesítésében a 20. helyen végzett a dal. Az ausztrál slágerlistán nyolc hétig volt listavezető, majd a brit kislemezlistára is felkerült, és 7. helyezést ért el. A dal szerepel a 2004-es The Ultimate Collection című válogatás albumon.
A dal Golden Globe díjat nyert, és 1973-ban jelölték a legjobb eredeti dalra, de elvesztette, mert a The Morning After című Mauren McGovern című dal lett a győztes. A dal volt Jackson első 1. helyezett szólódala, melyet Jackson élőben is előadott.

## Előzmények
A dalt eredetileg Donny Osmond számára írták, de felajánlották Jacksonnal, mivel akkoriban Osmond turnézott, és nem tudott volna a felvételekre eljárni.  A dal Golden Globe díjat nyert, és 1973-ban jelölték a legjobb eredeti dalra szóló Akadémiai Díjra. Jackson az ünnepségen előadta a dalt.

## Megjelenések
7"  Amerikai Egyesült Államok Motown – M 1207F
- A	Ben Producer, Arranged By – The Corporation ,Written By – D. Black, W. Scharf 2:42
- B	You Can Cry On My Shoulder Arranged By – Gene Page,Arranged By [Vocals] – Willie Hutch, Producer – Hal Davis, Written By – B. Gordy 2:28

## Slágerlisták
| Slágerlista (1972)                                     | Legjobb helyezések |
| ------------------------------------------------------ | ------------------ |
| Ausztrália KMR                                         | 1                  |
| Kanada RPM Top Singles                                 | 6                  |
| Kanada RPM Adult Contemporary                          | 13                 |
| Egyesült Királyság Brit kislemezlista                  | 7                  |
| Amerikai Egyesült Államok Billboard Hot 100            | 1                  |
| Amerikai Egyesült Államok Billboard Adult Contemporary | 3                  |
| Amerikai Egyesült Államok Cash Box Top 100             | 2                  |
| Slágerlista (1973)                                     | Legjobb helyezés   |
| Írország Ír slágerlista                                | 15                 |
| Új-Zéland (Listener)                                   | 18                 |
| Slágerlista (2009)                                     | Legjobb helyezések |
| Ausztrália Australian ARIA Singles Chart               | 14                 |
| Írország Ír slágerlista                                | 24                 |
| Egyesült Királyság Brit kislemezlista                  | 46                 |

| Slágerlista (1972)                          | Rang |
| ------------------------------------------- | ---- |
| Kanada                                      | 18   |
| Amerikai Egyesült Államok Billboard Hot 100 | 20   |
| Amerikai Egyesült Államok Cash Box          | 45   |

| Slágerlista (1973) | Rang |
| ------------------ | ---- |
| Ausztrália         | 12   |